# Luboszyce (Gubin)
Luboszyce  (deutsch Liebesitz; niedersorbisch Lubošojce) ist ein Dorf der Landgemeinde Gubin im Powiat Krośnieński der Woiwodschaft Lebus in Polen.

## Geographische Lage
Das Dorf liegt etwa 12 Kilometer südlich der Stadt Gubin (Guben), 34 Kilometer südöstlich von Krosno Odrzańskie (Crossen an der Oder) und 56 Kilometer westlich von Zielona Góra (Grünberg in Schlesien). Ende des 19. Jahrhunderts wurden am Ort umfangreiche Funde entdeckt und wissenschaftlich begleitet.

## Geschichte

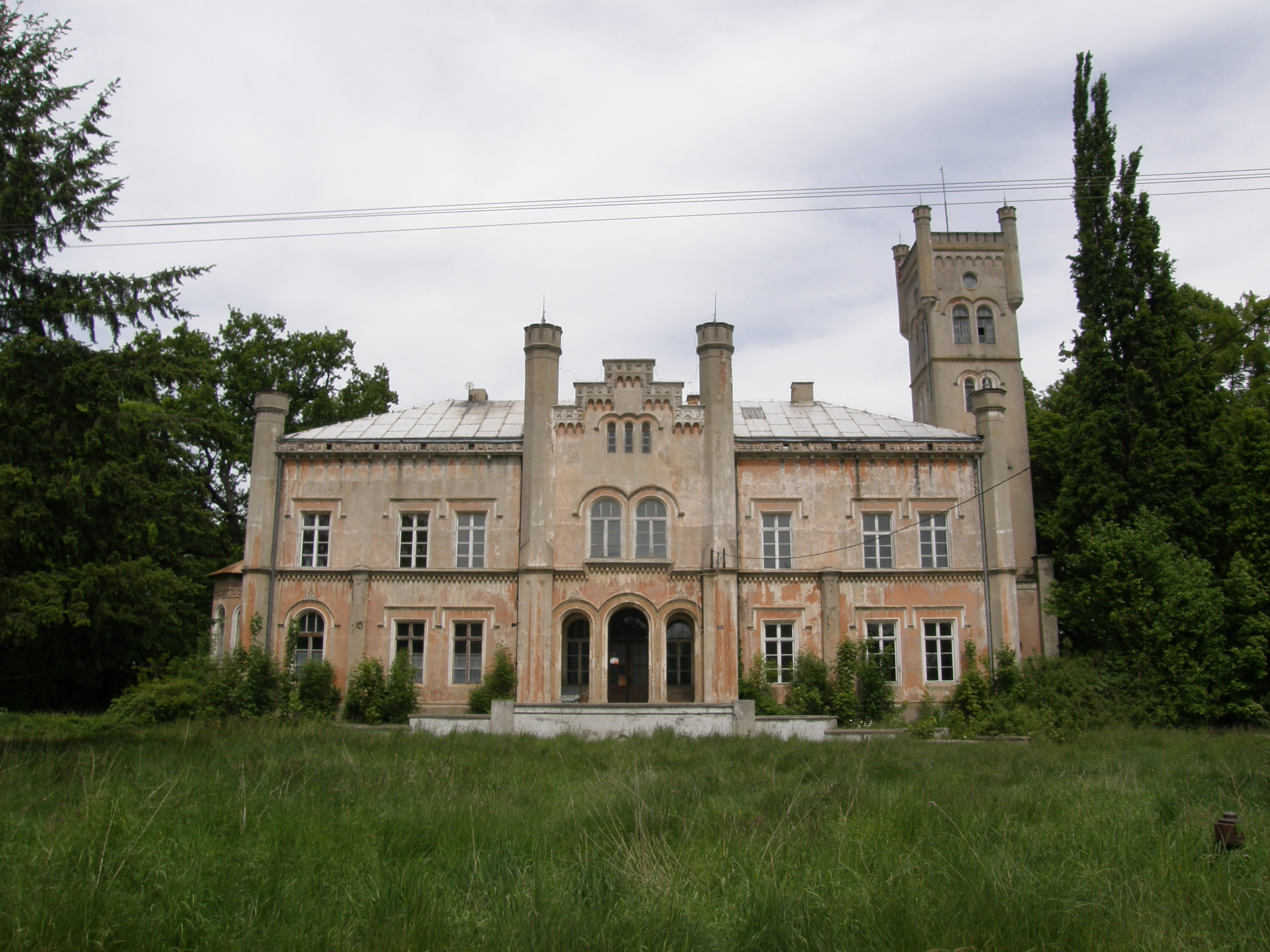
Schloss Liebesitz heute

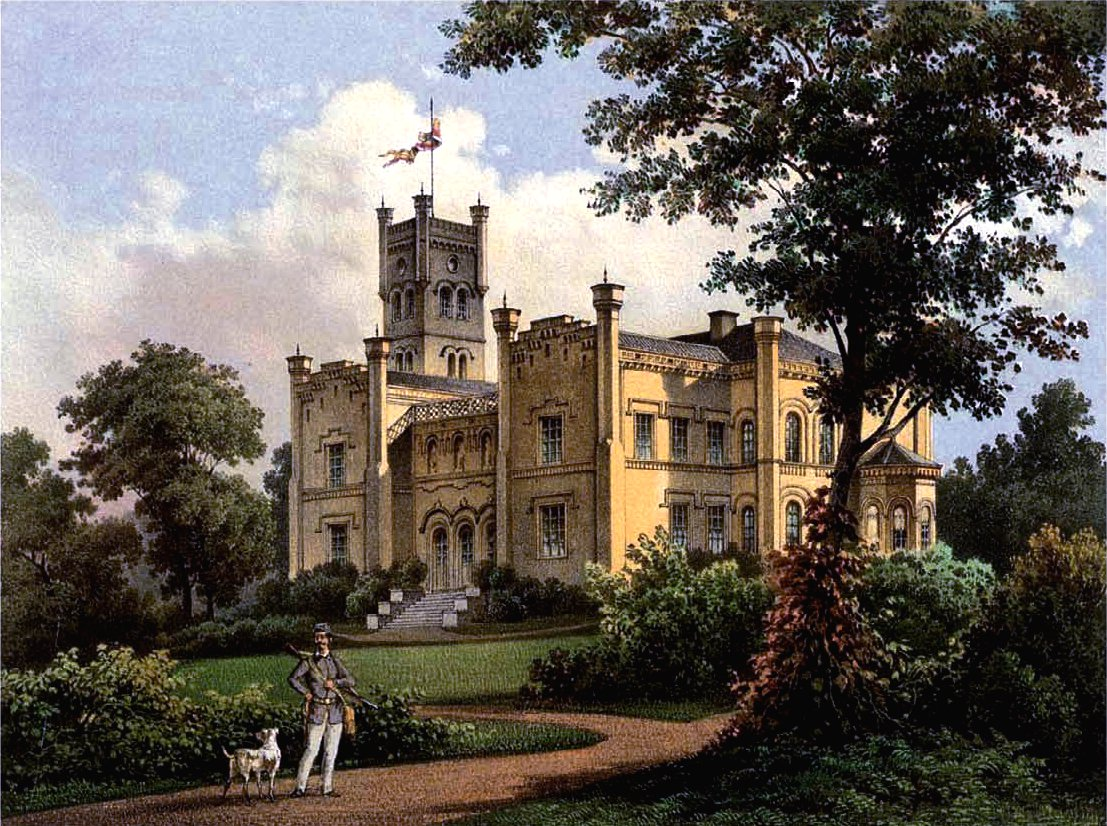
Schloss Liebesitz um 1860/61, Sammlung Alexander Duncker

1658 wurde der Ort mit der Bezeichnung Lubschütz erwähnt. Der Ortsname geht auf den Personennamen Luboš zurück. Im Ort entwickelte sich eine Rittergut, welches um 1658 dem Otto von Strachwitz gehörte. Das Gut wechselte mehrfach den Besitzer und ging u. a. 1693 an Johann Christian Eichler. 1742 erstand es der Landeshauptmann der Niederlausitz Johann Niklas von Maxen. Dieser wandelte den Besitz einige Jahre danach in ein freies Allodialgut um. Ihm folgte die bürgerliche Familie Seydel, mit Christian Gottfried Seydel, dann seit 1777 Johann Christian Seydel. 1817 übernahm Carl Friedrich August Seydel Gut Liebesitz. Sein Sohn Gustav Eduard Eugen Seydel ließ ein neues Herrenhaus errichten und auch den Gutshof teilweise erneuern, zudem wurde er Landrat des Landkreises Spremberg. Gut Liebesitz hatte 1879 einen Umfang von 275,74 ha. Davon waren 100,34 ha Waldbesitz. Landrat Seydel lebte zeitweise auf seinem Gut Gosda bei Spremberg. Sein ältester Sohn Hubert (1857–1931) wurde später in den preußischen Adelsstand nobilitiert. Der jüngere Sohn Georg Seydel blieb bürgerlich und betreute Liebesitz. Vor 1930 gehörte das Rittergut Liebesitz mit Anteil in Weltho, 332 ha, sowie das dazugehörige Rittergut in Kasso mit 228 ha, der Erbin Else Seydel. Letzter Gutsbesitzer vor Ort war dann Franz Rudolf Schulz-Liebesitz, Ehemann der Maria Seydel.
Bis 1945 gehörte Liebesitz zu Deutschland. Im Frühjahr 1945 wurde das Dorf von der Roten Armee besetzt und kurz darauf unter polnische Verwaltung gestellt. In der Folgezeit wurde die deutsche Bevölkerung von der örtlichen polnischen Verwaltungsbehörde vertrieben und durch Polen ersetzt.
Im Dorf befindet sich ein neugotisches Schloss aus den Jahren 1846–1850 mit dem sehenswürdigen Landschaftspark und in der Nähe ein wichtiger archäologischer Sitz der Liebesitzer Kultur aus dem zweiten bis vierten Jahrhundert (Überreste einer Siedlung und eines Friedhofs).